# Baronía de Jérica
La Baronía de Jérica fue una jurisdicción nobiliaria creada por el rey Jaime I de Aragón para su hijo ilegítimo Jaime I de Jérica en un territorio que antes había sido asignado al ayuntamiento de Teruel como frontera de su área de influencia y que había sido repoblado por este ayuntamiento con aragoneses. La baronía estaba centrada alrededor de la villa de Jérica.
El 9 de abril de 1255 Jaime dio el castillo y villa de Jérica a la noble Teresa Gil de Vidaurre y al hijo de los dos, el futuro infante Jaime de Jérica, indicando que estaban situados en el Reino de Valencia. Al parecer Jaime  tuvo un interés especial en separar Jérica del ayuntamiento de Teruel. El texto de separación es de 1261:

in presentia Iuditis, iustitie, iuratorum et totius concilii Turolii...divisimus et assignamus, pro terminis castri et ville de Exerica terminos subtos scriptos, videlicet ex parte podii seu castellario quod dicitur Toro, sicut aque decurrunt de monte Algarau versus villare Ballistarii, et de dicto villari usque ad cabeçum rasum, et ab ipso cabeço, sicut dividit El Cerro et exiit ad ramblam que vadit ad Morellam, ita quod totum Pallatare remanet intra terminum de Exerica, et de dicta rambla prout vadit ipsa rambla et exit ad Fonteçella, que est introitu Pallataris, et ab ipsa Fonteçella, sicut vadit recta linea usque ad atalaym fontis del Cepo, et ab ipsa atalaya sicut vadit el cerro usque ad vertentes de Alcotas, et de ipsis vertentibus de Alcota sicut vadit recta linea usque ad summum vertentium de Bexi, et usque ad atalayam de Bexix...

La baronía retornó al patrimonio real en el año 1369 en tiempos de Pedro el Ceremonioso con la muerte sin de herederos de Juan Alfonso de Jérica. No obstante la senyoría de Jérica fue otorgada temperoalmenta por los reyes de la Corona de Aragón a nobles y infantes para volver después a la corona. Por ejemplo en 1372 el rey creó el condato de Jérica para el infante Don Martín.

## Barones de Jérica
- Jaime I de Jérica (1255-1285), infante de Aragón por ser hijo de Jaime I de Aragón y de Teresa Gil de Vidaure así como el primer barón de Jérica y barón de Altura, casado con Elsa Álvarez de Azagra:
  - Jaime II de Jérica y Álvarez de Azagra (1276-1321).
  - Berenguel de Jérica y Álvarez de Azagra (¿?-¿?), casado con Teresa de Entenza:
    - Saturnina de Jérica (¿?-¿?), casada con Roger de Lauria, I barón de Cocentaina.

  - María Álvarez de Jeríca (1310-1373), casada con Guglielmo de Aragón, duque de Atenas, duque de Neopatria y conde de Malta; y en segundas nupcias con Ramón Berenguer de Aragón, I conde de Prades, XXV conde de Ampurias:
    - Jaime de Aragón y Jérica.
    - Juan I de Ampurias (1338-1398), XXVI conde de Ampurias, casado con Blanca de Sicilia y en segundas nupcias con Juana de Aragón.

- Jaime II de Jérica (1276-1321), hijo de Jaime I de Jérica y de Elsa Álvarez de Azagra, casado con Beatriz de Lauria y Lancia, II señora de Cocentaina.
  - Jaime III de Jérica (1298-1335).
  - Pedro I de Jérica (1302-1362).
  - Beatriz de Jérica y Lauria (1305-1372), casada con Pedro Ponce de León y Guzmán, II señor de Marchena:
    - Alfonso Ponce de León y Jérica (1329-¿?).
    - Juan Ponce de León y Jérica (1328-1367), III señor de Marchena.
    - Pedro Ponce de León y Jérica (1330-1387), IV señor de Marchena, casado con Sancha de Haro, señora de Bailén.
    - Beatriz Ponce de León y Jérica (1345-1394), amante de Enrique II de Castilla, rey de Castilla.
    - Maria Ponce de León y Jérica (¿?-¿?), casada con Fernando Alfonso de Castilla y en segundas nupcias con Álvar Pérez de Castro, conde de Arraiolos.
    - Gutierre Ponce de León y Jérica (¿?-¿?).
    - Fernando Ponce de León y Jérica (¿?-¿?).
    - Jaime Ponce de León y Jérica (¿?-¿?).

  - Alonso Roger de Lauria (1308-1355), III señor de Cocentaina, casado con María de Cardona y pareja de Teresa del Puerto, sin descendencia.

- Jaime III de Jérica (1298-1335), hijo de Jaime II de Jérica y de Beatriz de Lauria, casado con María de Aragón, reina viuda de Mallorca, sin descendencia.

- Pedro I de Jérica (1302-1362), hijo de Jaime II de Jérica y de Beatriz de Lauria, casado con Buenaventura de Arbolea:
  - Beatriz de Jérica (1335-1373), baronesa de Cocentaina, casada con Antonio de Aragón.
  - Ventura de Jérica (1338-1382), casada con Andrés de Fenollet, vizconde de Illa y Canet.
  - Elsa de Jérica (1340-1380), casada con Pedro de Luna, señor de Almonacid:
    - Beatriz de Luna y Jérica (¿?-¿?), casada con Hugo II de Cardona, Vizconde de Cardona, I Conde de Cardona.
    - Antonio de Luna y Jérica (¿?-1419), señor de Almonacid, casado con Aldonza de Luna y Ximénez de Urrea, y en segundas nupcias con Leonor Cervelló.
    - Elsa de Luna y Jérica (¿?-¿?), casada con Ot III de Moncada,

  - Juana de Jérica (1342-1382), casada con Juan Sánchez Manuel, conde de Carrión.
  - Juan Alonso de Jérica (¿?-1369).

- Juan Alonso de Jérica (¿?-1369), hijo de Pedro I de Jérica y de Buenaventura de Arbolea.